# Constantin Tudosie
Constantin Tudosie, född den 25 mars 1950 i Leu, Rumänien, är en rumänsk handbollsspelare.
Han tog OS-silver i herrarnas turnering i samband med de olympiska handbollstävlingarna 1972 i München.
Han tog därefter OS-silver i herrarnas turnering i samband med de olympiska handbollstävlingarna 1976 i Montréal.